# Ecomyca
ecomyca是日本富山地方鐵道發行的IC乘車卡。名稱來自「ecology」與「my card」的混成詞，同時也是富山弁方言「走吧！」的發音「行こまいか」。

## 可用範圍
- 富山地方鐵道
  - 鐵軌道線全線
  - 一般路線巴士全線
  - Maidohaya（日语：まいどはや (バス)）全線 - 沒有折扣

高速巴士、季節運行路線、各自治體的社區巴士及富山地方鐵道子公司的加越能巴士的路線都不能使用。
- 富山地鐵北斗巴士（日语：富山地鉄北斗バス）全線

另外雖然不支援愛之風富山鐵道等發行的ICOCA與Suica等交通系IC卡全國互相使用服務，但2021年（令和3年）10月10日起富山地方鐵道的軌道線可以單向使用全國互相使用服務各卡。